# Pilar Hidalgo
Pilar Hidalgo Iglesias (Cee, 3 de mayo de 1979) es una deportista española que compitió en triatlón y acuatlón.
Ganó una medalla de oro en el Campeonato Mundial de Acuatlón de 2000, una medalla de plata en el Campeonato Mundial por Relevos de 2003 y una medalla de bronce en el Campeonato Europeo de Triatlón de 2004.
Participó en los Juegos Olímpicos de Atenas 2004, ocupando el 13.º lugar en la prueba femenina.

## Palmarés internacional
| Campeonato Mundial | Campeonato Mundial | Campeonato Mundial | Campeonato Mundial |
| Año                | Lugar              | Medalla            | Prueba             |
| ------------------ | ------------------ | ------------------ | ------------------ |
| 2000               | Cancún (México)    | Medalla de oro     | Individual         |

| Campeonato Mundial por Relevos | Campeonato Mundial por Relevos | Campeonato Mundial por Relevos | Campeonato Mundial por Relevos |
| Año                            | Lugar                          | Medalla                        | Prueba                         |
| ------------------------------ | ------------------------------ | ------------------------------ | ------------------------------ |
| 2003                           | Tiszaújváros (Hungría)         | Medalla de plata               | Relevos                        |
| Campeonato Europeo             |                                |                                |                                |
| Año                            | Lugar                          | Medalla                        | Prueba                         |
| 2004                           | Valencia (España)              | Medalla de bronce              | Individual                     |